# 国家福利理事会
国家福利理事会（英語：National Council of Social Service），是新加坡社会及家庭发展部下辖的法定机构，為新加坡建立的国家级慈善组织。理事會成立於1992年5月1日，下設有社會服務學院（Social Service Institute）和公益金（Community Chest）。

## 外部連結
- 官方网站